# Masłowice (powiat Radomszczański)
Masłowice is een dorp in het Poolse woiwodschap Łódź, in het district Radomszczański. De plaats maakt deel uit van de gemeente Masłowice.